# Selektor neutronów
Selektor neutronów (ang. chopper) – urządzenie do przerywania wiązki neutronów w celu pomiaru jej energii za pomocą analizatora czasowego.
Selektor składa się z walca wykonanego z równoległych warstw materiałów pochłaniających neutrony, np. aluminium i kadmu. Walce obraca się wokół własnej osi z dużą prędkością obrotową, ok. 40 000 obr./min. Przepuszczalność neutronów przez selektor zależy od kąta padania wiązki na warstwy urządzenia. Przy padaniu prostopadłym, wiązka jest pochłaniana.